# Walter Goodacre

Walter Goodacres Mondkarte aus The Moon

Walter Goodacre (*  1856 in Loughborough; † 1. Mai 1938 in Bournemouth) war ein britischer Unternehmer, Amateurastronom und Selenograph.

## Leben
Walter Goodacre wurde 1856 in  Loughborough (Leicestershire) geboren aber schon 1863 zog seine Familie nach London, wo sein Vater das Kokosfasern- und Teppichunternehmen William Goodacre and Sons gründete. Nach der Schule trat er in das väterliche Geschäft ein. Im Jahre 1902  ging er für den Aufbau des indischen Geschäftszweigs für sechs Monate nach Indien, gefolgt von weiteren Reisen nach Indien bis 1915. Er folgte seinem Vater in der Geschäftsführung bis zu seinem Eintritt in den Ruhestand 1929.
Goodacre war zeitlebens astronomisch interessiert. 1910 veröffentlichte er eine Mondkarte im Maßstab 1:1.8000.000 in 25 Ausschnitten. Es waren 1.400 Positionen verzeichnet, die größtenteils auf Fotografien  des Pariser Observatoriums und des Yerkes-Observatorium basierten. Eine reduzierte Kopie dieser Karte war seinem 1931 erschienenen Buch The Moon with a description of its Surface Formations beigegeben.
Goodacre war Mitglied in der Liverpool Astronomical Society. 1890 war er Mitbegründer der British Astronomical Association (BAA) und übernahm nach dem Tod von Thomas Gwyn Elger die Leitung der Mond-Sektion der BAA. 1928 stiftete er die Walter Goodacre Medaille, die als höchste Auszeichnung der BAA seit 1930 zirka alle zwei Jahre vergeben wird.
Walter Goodacre war seit 1883 mit Frances Elizabeth Evison verheiratet, seine Frau starb 1910. Aus der Familie gingen die zwei Kinder Eric und Gladys hervor.
Im Jahre 1935 benannte die International Astronomical Union den Mondkrater Goodacre offiziell nach Walter Goodacre.